# خانه عزیزالسلطان (ملیجک)
خانه عزیزالسلطان (ملیجک) مربوط به دوره قاجار است و در تهران، خیابان سعدی جنوبی، چهارراه استقلال، کوچه بانک ملت واقع شده و این اثر در تاریخ ۲۵ مهر ۱۳۸۳ با شمارهٔ ثبت ۱۱۲۱۱ به‌عنوان یکی از آثار ملی ایران به ثبت رسیده است.